# Gregorio Sánchez
Pour les articles homonymes, voir Sánchez.
Gregorio Lozano Sánchez, dit « Gregorio Sánchez », né le 9 mai 1927 à Santa Olalla, Espagne est un matador espagnol.

## Présentation
« Gregorio Sánchez » fait ses débuts dans la petite arène de Guadalajara le 15 octobre 1952,  pour sa première novillada piquée, en compagnie de Manuel Sevilla et « Morenito de Cordoba » face à des novillos de l'élevage  de Luciano Cobaleda. Le 5 juillet de la même année, il se retrouve avec le mexicain « El Callao » dans les arènes de Vista Alegre. Après avoir triomphé en tant que novillero à Madrid le 8 août 1954, puis le 11 mars 1956, il prend son  alternative à Séville avec pour parrain Antonio Bienvenida. Il confirme à Madrid avec pour parrain César Girón.
Gregorio Sánchez compense ses insuffisances techniques par un grand courage selon Robert Bérard qui le considère comme un belluaire affrontant tous les risques, s'engageant à fond dans tous les tercios. Il a eu un certain succès dans les années 1950 où il a été deux fois en tête de l'escalafón en 1957 et  1958
Après sa despedida, Gregorio Sánchez  devient directeur de l'école taurine de Madrid qui lui a rendu hommage en 2011